# Serratula flavescens subsp. mucronata
Serratula flavescens subsp. mucronata é uma subespécie de planta com flor pertencente à família Asteraceae. 
A autoridade científica da subespécie é (Desf.) Cantó, tendo sido publicada em Lazaroa 3: 193. 1982 (1981 publ. 1982).

## Portugal
Trata-se de uma subespécie presente no território português, nomeadamente em Portugal Continental.
Em termos de naturalidade é endémica da Península Ibérica.

## Protecção
Não se encontra protegida por legislação portuguesa ou da Comunidade Europeia.